# Ulla Angkjær Jørgensen
Ulla Angkjær Jørgensen, (født 1963, Danmark) er en dansk kunsthistoriker. Førsteamanuensis (lektor) i kunsthistorie, Institutt for kunst- og medievitenskap, Norges teknisk-naturvitenskapelige universitet (2004-), Ph.d.-kandidat, Institut for kunsthistorie, Aarhus Universitet (1999-2002), Kunstanmelder, Kristeligt Dagblad (1996-1999). Kraka-prisen, Foreningen for kønsforskning i Danmark (2003).
Ulla Angkjær Jørgensen har udgivet bogen "Kropslig kunst - Æstetik, kunst, kunstanalyse", Museum Tusculanum, 2007.